# Bob Saget
Robert Lane "Bob" Saget (ngày 17 tháng 5 năm 1956 – ngày 9 tháng 1 năm 2022) là một nam diễn viên, diễn viên hài độc thoại và người dẫn chương trình truyền hình. Mặc dù được biết đến nhờ vai diễn Danny Tanner trong Full House và người dẫn chương trình cho Americas Funniest Home Videos, nhưng anh cũng nổi tiếng không kém cho sở thích châm biếm của mình. Từ năm 2005-2014, anh tham gia lồng tiếng cho Ted Mosby trong loạt phim hài kịch tình huống How I Met Your Mother.

## Tiểu sử
Saget được sinh ra tại Philadelphia, Pennsylvania trong một gia đình Hồi giáo. Cha của anh, Benjamin, là một chủ siêu thị, còn mẹ của anh, Rosalyn, là quản lý của một bệnh viện. Saget sinh sống ở Norfolk, Virginia và Encino, California, trước khi dời về Philadelphia và tốt nghiệp tại trường Trung học Abingion. Ban đầu anh mong muốn trở thành một bác sĩ tâm lý, nhưng do giáo viên Ngữ văn lên tiếng thúc giục nên anh quyết định đi theo lĩnh vực điện ảnh.
Anh theo học tại trường Đại học chuyên ngành điện ảnh Temple, nơi anh sáng lập Through Adam's Eyes - một bộ phim trắng đen kể về một chàng trai phải trải qua đợt giải phẫu để cải tạo lại khuôn mặt của mình. Không lâu sau, anh nhận được giải Student Academy Awards. Anh tốt nghiệp bằng Cử nhân Nghệ thuật năm 1978. Saget ban đầu muốn đăng ký một khoá học để tốt nghiệp tại Trường Đại Học Nam California nhưng lại vài từ bỏ ý định đó vài ngày sau.

## Con đường sự nghiệp

### Full HousevàAmerica's Funniest Home Videos
Sau khi tham gia một vai nhỏ trong chương trình The Early Show của kênh CBS vào đầu năm 1987, Saget được tuyển vào vai Danny Tanner trong loạt phim Full House, phim là một thành công lớn khi được nhiều khán giả tại nhà đón nhận và nằm trong danh sách những loạt phim có tỉ suất cao nhất theo Nielsen từ phần 3 trở đi. Vào năm 1989, Saget được chọn làm người dẫn chương trình cho ';America's Funniest Home Videos cho đến năm 1997. Trong suốt những năm đầu của thập niên 1990, Saget vừa tham gia phim Full House" vừa dẫn chương trình, và vào năm 2009, anh quay lại chương trình AFV của mình trong dịp kỷ niệm 20 năm chương trình. Cùng dẫn với ông là Tom Bergeron. Saget dẫn chương trình trò chơi truyền hình của đài NBC 1 vs. 100 suốt từ năm 2006 tới năm 2008.
Anh cũng tham gia vai thuật lại trong loạt phim hài kịch tình huống của đài CBS Mỹ How I Met Your Mother, được công chiếu vào ngày 19 tháng 9 năm 2005. Anh đóng vai phiên bản tương lai của Ted Mosby. Trong suốt loạt phim phim, anh không xuất hiện mà tham gia lồng tiếng; trong tập cuối, Josh Radnor (người đóng vai Ted Mosby) của hiện tại có kể thuật lại thay anh.
Anh hợp tác với kênh HBO trong một vài dự án hài kịch của mình như That Ain't Right (ra mắt với định dạng DVD vào ngày 28 tháng 8 năm 2007), Entourage,... Vào tháng 11 năm 2013, anh thông báo về chuyến lưu diễn tại Úc lần đầu tiên vào tháng 5 năm 2014 cho chương trình hài kịch độc thoại dành cho người lớn mang tên Bob Saget Live: The Dirty Daddy Tour.

### Sự nghiệp đạo diễn
Anh tham gia đạo diễn cho một số dự án phim ảnh hài kịch của mình như: For Hope năm 1996 với đài ABC, Dirty Work năm 1998, Farce of the Penguins năm 2007...

## Sự nghiệp điện ảnh

### Phim điện ảnh
| Năm  | Tên phim                                | Vai                    | Chú thích             |
| ---- | --------------------------------------- | ---------------------- | --------------------- |
| 1979 | Outer Touch                             | Giọng của Wurlitzer    | Lồng tiếng; biên kịch |
| 1980 | Devices                                 | Bệnh nhân              |                       |
| 1981 | Full High Moon                          | Nhà bình luận thể thao |                       |
| 1985 | New Love, American Style                | Comedy Vignettes       |                       |
| 1987 | Critical Condition                      | Dr. Joffe              |                       |
| 1993 | For Goodness Sake                       | Bác sĩ phẫu thuật      |                       |
| 1997 | Meet Wally Sparks                       | Phóng viên số 4        |                       |
| 1998 | Half Baked                              | Gã nghiện cần sa       | Không được ghi nhận   |
| 1998 | Dirty Work                              | Đạo diễn               |                       |
| 2003 | Dumb and Dumberer: When Harry Met Lloyd | Walter Matthews        |                       |
| 2004 | New York Minute                         | Chính anh              | Cảnh phụ              |
| 2005 | The Aristocrats                         | Chính anh              | Phim tài liệu         |

### Chương trình truyền hình
| Năm     | Tên phim                              | Vai                        | Ghi chú                                    |
| ------- | ------------------------------------- | -------------------------- | ------------------------------------------ |
| 1981    | Bosom Buddies                         | Bob the Comic              | Trong tập: "The Show Must Go On"           |
| 1983    | The Greatest American Hero            | Rook                       | Trong tập: "Wizards and Warlocks"          |
| 1986    | It's a Living                         | Dr. Bartlett               | Trong tập: "The Doctor Danny Show"         |
| 1987–95 | Full House                            | Danny Tanner               | Có mặt trong 192 tập                       |
| 1989–97 | America's Funniest Home Videos        | Chính anh/Dẫn chương trình | Có quay thêm một tập đặc biệt vào năm 2009 |
| 1989    | MMC                                   |                            | Trong tập: Guest Day"                      |
| 1992    | Quantum Leap                          | Macklyn "Mack" MacKay      | Trong tập: "Stand Up"                      |
| 1992    | To Grandmother's House We Go          | Win-O-Lotto Lottery Host   |                                            |
| 1994    | Father and Scout                      | Spencer Paley              | Tham gia sản xuất                          |
| 1999    | Sorority                              | Dean Tinker                |                                            |
| 2000    | Becoming Dick                         | Bob                        | Đạo diễn                                   |
| 2000    | The Norm Show                         | Mr. Atkitson               | Trong tập: "Norm vs. Schoolin'"; đạo diễn  |
| 2001–02 | Raising Dad                           | Matt Stewart               | Xuất hiện trong 22 tập                     |
| 2004    | Huff                                  | Butch                      | Trong tập: "Flashpants"                    |
| 2005    | Listen Up                             | Mitch                      | Trong tập: "Coach Potato"                  |
| 2005    | Madagascar                            | Trong sở thú               | Lồng tiếng                                 |
| 2005-10 | Entourage                             | Chính anh                  | Có mặt trong 4 tập                         |
| 2005–14 | How I Met Your Mother                 | Ted Mosby (năm 2030)       | Lồng tiếng                                 |
| 2006–08 | 1 vs. 100                             | Người chơi                 | Trò chơi truyền hình                       |
| 2006    | Casper's Scare School                 | Dash                       | Lồng tiếng                                 |
| 2006    | Law & Order: Special Victims Unit     | Glenn Cheales              | Trong tập: "Choreographed"                 |
| 2007    | Farce of the Penguins                 | Carl (lồng tiếng)          | Biên kịch, đạo diễn và đồng sản xuất       |
| 2007    | That Ain't Right                      | Chính anh                  | Tập đặc biệt                               |
| 2008    | The Life & Times of Tim               |                            | Trong tập: "Mugger/Cin City"; lồng tiếng   |
| 2008    | The Comedy Central Roast of Bob Saget | Chính anh                  | Tập đặc biệt                               |
| 2009    | Surviving Suburbia                    | Steve Patterson            | Có mặt trong 13 tập                        |
| 2010    | Strange Days with Bob Saget           | Chính anh/Dẫn chương trình | Có mặt trong 6 tập                         |
| 2011    | Law & Order: LA                       | Adam Brennan               | Trong tập: "Van Nuys"                      |
| 2011    | Louie                                 | Chính anh                  | Vai chính                                  |
| 2013    | That's What I'm Talking About         | Chính anh                  | Tập đặc biệt; biên kịch và sản xuất        |
| 2014    | Super Fun Night                       | Mr. Porter Warner          | Trong tập: "Cookie Prom"                   |